# Microserica kannegieteri
Microserica kannegieteri är en skalbaggsart som beskrevs av Ahrens 2001. Microserica kannegieteri ingår i släktet Microserica och familjen Melolonthidae. Inga underarter finns listade i Catalogue of Life.